# Maurice Cullaz
Maurice Cullaz, né le 10 avril 1912 à Annecy et mort le 30 octobre 2000 à Boulogne-Billancourt, est un journaliste de jazz français.

## Biographie
Président de l'Académie du jazz, puis reporter au magazine Jazz Hot – dont il est le cofondateur en 1935, il fut chroniqueur sur France Inter.
Un des rares à défendre le jazz, il contribua à faire découvrir les voix de grands noms d’aujourd’hui : Sonny Rollins, Duke Ellington, Billie Holiday, Charlie Parker, Miles Davis, Sarah Vaughan, James Brown ou encore Dee Dee Bridgewater qui lui a rendu un émouvant hommage en ouvrant la 17e édition du festival jazz en Touraine.
Pionnier de la découverte du gospel en Europe, il repère immédiatement en Liz McComb un renouveau de cette musique et c'est sous son impulsion, qu'elle fonde à Paris le quatuor « Psalms ».
Avec son épouse Yvonne Chalant, surnommée Vonette, il a écrit de nombreux livres (Guide des Disques, Gospel) et traduit des autobiographies (entre autres de Billie Holiday et Sidney Bechet), des essais (L’Aventure du jazz, de James Linton Collier) ou des textes de Chester Himes).
Dans Smoothie (1992), film que lui a consacré son ami Jean-Henri Meunier, le guitariste et chanteur George Benson dit au président : « Tu es ce qu'on appelle chez nous un street people (un homme de la rue) ».
James Brown a également témoigné avec passion : « Il a lutté pour nous quand ce n'était pas à la mode (…). Maurice, je t'aimerai toujours, beaucoup d'entre nous t'aiment, il n'y a rien de trop bon pour toi ».
Lors d'un récital, Ray Charles, entendant un éclat de jubilation s'échapper des premiers rangs, lança affectueusement, entre deux accords : « Oh, Maurice is here ! ».
Il perd successivement trois de ses enfants, sa fille Catherine, son fils contrebassiste, Alby Cullaz, en 1998,puis le guitariste Pierre Cullaz en 2013. 
À ce jour, seule son dernier enfant, Lucile Cullaz-Benarroch est en vie.  
Maurice Cullaz apparaît dans le film documentaire de Julian Benedikt : Blue Note - A Story of Modern Jazz

## Filmographie
- Jean-Henri Meunier, Smoothie : film sur et pour Maurice Cullaz, 1992 (77 minutes ; tourné de 1988 à 1992)
- Julian Benedikt, Blue Note - A Story of Modern Jazz, 1997 (film TV)

## Décorations
- Commandeur de l'ordre des Arts et des Lettres Il est fait commandeur lors de la promotion du 28 mai 1997[4].